# Herbert Romulus O’Conor
Herbert Romulus O’Conor (ur. 17 listopada 1896 w Baltimore, zm. 4 marca 1960 tamże) – amerykański polityk, działacz Partii Demokratycznej. W latach 1939–1947 piastował stanowisko gubernatora stanu Maryland. W latach 1947–1953 reprezentował ten stan w Senacie Stanów Zjednoczonych.